# شاكيرد
شاكيرد هو طالب في مدرسة أو مؤسسة إسلامية مماثلة. موجودة على أراضي الفولغا الوسطى.
عادة ما يدرس شاكيرديون أساسيات الإسلام والرسومات العربية والتخصصات الدراسية الدينية والخط العربي. غالبًا ما يشتمل المنهج الدراسي على تخصصات علمانية، مثل اللغات الأجنبية والحساب والجغرافيا والتاريخ، إلخ.

## أصل الكلمة
شاكيرد or Shagird ((بالفارسية: شاگرد, Shagerd)) هي كلمة فارسية تستخدم في إيران واسيا الغربية والهند
استخدام الكلمة له خلفية طويلة بالفارسية، وربما يتضمن 3 أجزاء، وفقًا لأفضل نظرية، فإنه يتضمن Sha (dh) + ger + d. تعني كلمة sha أو shadh شابًا أو غير مُلِم، أو er أو ger عبارة عن لاحقة نشطة باللغة الفارسية تساوي eur باللاتينية، وفي النهاية d عبارة عن لاحقة لقص صوت الكلمة.

## تاريخ
في مدارس ما قبل الثورة الروسية، درس الشاكيرديون إما في مدارس الأسلوب الجديد، أو في المدارس القديمة، والتي اختلفت عن بعضها البعض في المادة الأساسية في التعليم فكان التركيز إما على العقيدة الدينية والمدرسية والدين، أو على التخصصات العقلانية.
قبل ثورة 1917، كان كلا النوعين من المدارس الدينية موجودين على أراضي الفولغا الوسطى، والتي استحقت اعترافًا واسعًا من السكان التركيين المسلمين في الإمبراطورية الروسية. أحدها كانت المدرسة «المحمدية» في قازان، التي أسسها غاليمشان غالييف بارودي. تتمتع بشهرة كبيرة بوصفه المدارس «قاسم» في قازان، «غاليا» و «جوزمان» في اوفا «حسين» في أورينبورغ، «رسول» في ترويتسك، وهلم جرا.. وفي عدد من المدارس التي تدرس تقريبا جميع التخصصات للمدرسة الروسية. على سبيل المثال، درس شاكيردا في مدرسة المحمدية اللغات والأدب (التتارية والروسية والعربية والفارسية) والحساب والترقيم والرسم والفيزياء والتاريخ الطبيعي والجغرافيا والتاريخ (التاريخ العام والتاريخ الروسي وتاريخ الشعوب التركية وتاريخ العلوم والطبقات)، الفلسفة، المنطق، علم النفس، التربية، طرق التدريس، الفقه، البلاغة، المقاييس، الأخلاق، الطب، النظافة، علم تقسيم الممتلكات (الفراعنة). تضمن منهج مدرسة الحسينية ثمانية تخصصات أكاديمية و 20 علمانية. في عام 1911، توصل الباحثون الإنجليز إلى استنتاج مفاده أن مناهج هذه المدارس تشبه خطط الألعاب الرياضية الكلاسيكية.

## وصلات خارجية
1. ↑  Словарное определение نسخة محفوظة 23 أبريل 2015 على موقع واي باك مشين.
2. ↑  Dehkhoda, @ Shagerd
3. ↑  فرهنگ دهخدا، ذیل واژه شاگرد
4. ↑  БУЛГАРО-ТАТАРЫ В СОСТАВЕ ИМПЕРИИ نسخة محفوظة 13 مايو 2019 على موقع واي باك مشين.